# Minea Blomqvist
Minea ("Minni") Blomqvist (Espoo, 12 maart 1985) is een Finse golfprofessional. Ze debuteerde in 2004 op de Ladies European Tour.

## Loopbaan
Van 2001 tot 2003 was Blomqvist als golfamateur lid van het Finse golfteam en speelde in 2002 op het Espirito Santo Trophy World Amateur Golf Team Championship. Ze was twee keer lid van het Europese team op de Junior Solheim Cup, in 2002 en 2003.
In 2000 en 2001 speelde ze vier golftoernooien op de Telia Tour. In 2002 behaalde ze haar eerste zege op de Telia Tour door het Sparbanken Ladies Open te winnen. In 2003 speelde ze vier toernooien op de Telia waar ze de CA Ladies Trophy won. Op het einde van het seizoen was ze "Speelster van het Jaar" op de Telia Tour. In eind 2003 werd ze golfprofessional.
In 2003 en 2004 golfte Blomqvist op de Nedbank South Africa Women's Golf Tour waar ze in 2004 twee golftoernooien won. Ze won de Pam Golding Ladies International en de Telkom Women's Classic. Ze werd ook winnares van de Order of Merit van de Nedbank South Africa Women's Golf Tour in 2004.
In 2004 debuteerde ze op de Ladies European Tour (LET) en in haar eerste golfseizoen behaalde ze met het Ladies Central European Open haar eerste zege op de LET. Op het einde van het seizoen 2004, won ze een trofee: de "LET Rookie of the Year".
In 2006 maakte ze haar debuut op de LPGA Tour. Ze bleef daar golfen tot in 2008.

## Persoonlijk leven
Op 31 maart 2010 beviel Blomqvist van een zoon. De Finse golfer Roope Kakko is de vader met wie zij trouwde op oudejaarsavond in 2011.

## Prestaties

### Amateur
- 2002: Sparbanken Ladies Open (Telia Tour)

### Professional
Ladies European Tour
| Nr. | Datum            | Toernooi                     | Score        | Score | Info  |
| --- | ---------------- | ---------------------------- | ------------ | ----- | ----- |
| 1   | 18 juli 2004     | Ladies Central European Open | 62-67-70=199 | –14   | [ 1 ] |
| 2   | 31 augustus 2007 | Finnair Masters              | 69-68-65=202 | –11   | [ 2 ] |

Overige
- 2004: Pam Golding Ladies International (Nedbank South Africa Women's Golf Tour), Telkom Women's Classic (Nedbank South Africa Women's Golf Tour), Öijared Ladies Open (Telia Tour)

## Teamcompetities
Amateur
- Espirito Santo Trophy ( FIN): 2002
- Junior Solheim Cup ( EU): 2002, 2003 (winnaars)

Professional
- World Cup ( FIN): 2005, 2006